# (20407) 1998 QM20
A (20407) 1998 QM20 a Naprendszer kisbolygóövében található aszteroida. A LINEAR projekt keretében fedezték fel 1998. augusztus 17-én.